# Anniston
Pour les articles homonymes, voir Anniston (Missouri).
La ville d'Anniston est le siège du comté de Calhoun, dans l'État de l'Alabama,  aux États-Unis. Selon le recensement de 2010, sa population est de 23 106 habitants. Elle est connue sous le nom de « Toxic town » en raison de la pollution au PCB produit pendant 40 ans par la société Monsanto. 

## Géographie
Selon le Bureau du recensement des États-Unis, la ville a une superficie totale de 45,70 milles carrés (118,36 km2), dont 0,07 milles carrés (0,18 km2) d'étendues d'eau.

## Histoire
La ville est nommée en l'honneur de la femme du colonel Alfred L. Tyler, prénommée Annie.

## Démographie
| Groupe          | Anniston | Alabama | États-Unis |
| --------------- | -------- | ------- | ---------- |
| Afro-Américains | 51,5     | 26,2    | 12,6       |
| Blancs          | 44,7     | 68,5    | 72,4       |
| Métis           | 1,7      | 1,5     | 2,9        |
| Autres          | 1,0      | 1,5     | 6,2        |
| Asiatiques      | 0,8      | 1,1     | 4,8        |
| Amérindiens     | 0,3      | 0,6     | 0,9        |
| Océaniens       | 0,1      | 0,1     | 0,2        |
| Total           | 100,0    | 100,0   | 100,0      |
|                 |          |         |            |
| Hispaniques     | 2,7      | 3,9     | 16,7       |

| 1880 | 1890  | 1900  | 1910   | 1920   | 1930   | 1940   | 1950   |
| ---- | ----- | ----- | ------ | ------ | ------ | ------ | ------ |
| 942  | 9 998 | 9 695 | 12 794 | 17 734 | 22 345 | 25 523 | 31 066 |

| 1960   | 1970   | 1980   | 1990   | 2000   | 2010   | - | - |
| ------ | ------ | ------ | ------ | ------ | ------ | - | - |
| 33 320 | 31 533 | 29 135 | 26 623 | 24 584 | 23 106 | - | - |

Selon l'American Community Survey, pour la période 2011-2015, 95,43 % de la population âgée de plus de 5 ans déclare parler l'anglais à la maison, 1,89 % déclare parler l'espagnol, 0,90 % le thaï et 1,79 % une autre langue.

## Contamination chimique
La ville d'Anniston est connue aujourd'hui pour la contamination de rivières et du sol aux PCB dont elle a été victime. La firme américaine Monsanto rachète en 1935 une société qui, à Anniston, fabrique des PCB. Ces dérivés chimiques chlorés serviront pendant cinquante ans de liquide réfrigérant dans les transformateurs électriques avant d’être interdits du fait de leur haute toxicité, notamment en cas d’exposition chronique.
À Anniston, plus de 300 000 tonnes de PCB ont été fabriquées entre 1929 et 1971. Sur ce total, 810 tonnes ont été déversées dans des canalisations et 32 000 tonnes de déchets contaminés ont été déposées dans une décharge à ciel ouvert, au cœur de la ville, d’après un rapport de l'Agence de protection de l'environnement des États-Unis (EPA).
Au milieu des années 1990, alors que se monte une action collective en justice, un avocat obtient l’accès à 500 000 pages de documents secrets. Qui montrent que, dès 1937, les effets toxiques liés à l’exposition aux vapeurs sont connus des dirigeants.
Les 3 516 plaignants, victimes de cancers ou de retards de développement, obtiendront 700 millions de dollars de dommages-intérêts. La partie occidentale de la ville, peuplée majoritairement de Noirs, est devenue une ville fantôme. À l'issue du procès, Monsanto a été jugée coupable d’avoir pollué « le territoire d’Anniston et le sang de sa population avec les PCB ». La firme signa, en marge du procès, un accord avec l'EPA pour un plan de nettoyage de la ville. Aucune peine de prison n'a été retenue contre les responsables de la firme.

## Habitants célèbres
- Anne Braden  (1924–2006), militante pour l'égalité raciale aux États-Unis, a vécu à Anniston.
- Jackson Stephens (1994-), joueur américain de baseball, né à Anniston.

## Transports
Anniston possède un aéroport (Metropolitan Airport, code AITA : ANB).